# Niccolò de Recco
Pour le navire du XXe siècle, voir Nicoloso da Recco (destroyer).
Nicoloso da Recco
Niccolò de Recco ou Nicoloso da Recco en italien, (Gênes, 1327 – Gênes, 1364) est un navigateur et explorateur génois du XIVe siècle, issu d'une famille provenant de la ville de Recco. Peu d'informations biographiques sont disponibles à son sujet, comme pour son compatriote et contemporain Lancelot Maloisel (Lanzarotto Malocello en italien).

## Découverte des iles Canaries
Boccace rend compte dans un texte latin : De Canaria et insulis reliquis ultra Ispaniam in Oceano noviter repertis du voyage fait en 1341 par Niccolò de Recco vers les Îles Canaries, pour le compte d'Alphonse IV . Son texte comporte des notations d'un grand intérêt anthropologique sur les Guanches, populations primitives de ces iles, sur leur vêtement, leur langue, leurs usages alimentaires, leur hiérarchie.

## Lieux et navires portant son nom
Le nom Niccolò de Recco  a été donné à un destroyer de la marine royale italienne, qui a opéré durant la seconde guerre mondiale et au navire "cargo-liner" de la Compagnie "Italia" (Navigazione S.p.A.) au début des années 1970. 
Un lycée scientifique et linguistique dans la ville de Recco porte ce même nom. 
Des rues « Niccolò de Recco » existent à Pegli,  à Lecce, à Marina di Campo, à Civitavecchia, à Limena, à Cesenatico, à Recco, à Rome et à Catanzaro Lido.